# Buchnerovo rozšiřování kruhů
Buchnerovo rozšiřování kruhů je dvoukroková organická reakce používaná na přípravu sedmičlenných kruhů. Prvním krokem je tvorba karbenu z ethyldiazoacetátu, který se poté cyklopropanací přemění na aromatický kruh. Samotné rozšiřování kruhu nastává ve druhém kroku, kde elektrocyklická reakce otevírá kruh cyklopropanu.

## Historie
Tuto reakci objevili v roce 1885 Eduard Buchner a Theodor Curtius, kteří připravili karben z ethyldiazoacetátu a jeho tepelnými i fotochemickými reakcemi s benzenem vytvářeli deriváty cykloheptatrienu. Produktem byla směs čtyř navzájem izomerních karboxylových kyselin.
Pokroky v organokovové chemii umožnily zlepšit selektivitu těchto reakcí. V 80. letech 20. století bylo zjištěno, že dirhodiové katalyzátory poskytují jediné izomery, a to s vysokými výtěžnostmi.

## Příprava ethyldiazoacetátu
Buchnerova první syntéza cykloheptatrienů, provedená v roce 1885, využívala k tvorbě karbenů fotolytické a tepelné reakce. Ethyldiazoacetát se připravuje reakcí ethylesteru glycinu s dusitanem sodným a octanem sodným ve vodném roztoku.

## Příprava karbenoidu
V 60. letech byla vyvinuta příprava karbenoidů stereoselektivními cyklopropanacemi pomocí katalyzátorů založených na mědi, v 80. letech se objevily dirhodiové katalyzátory. Pokroky v organokovové chemii umožnily zlepšit selektivitu tvorby cyklohexatrienů obměňováním ligandů navázaných na katalyzátor.

## Mechanismus

### První krok
Mechanismus Buchnerova rozšiřování kruhů začíná vytvořením karbenu z ethyldiazoacetátu fotochemickou nebo tepelně spouštěnou reakcí; přitom se oddělí dusík.
Tento karben se naváže na benzen a vytvoří cyklopropanový kruh.
První krok lze také katalyzovat přechodnými kovy, hlavně Cu, Rh a Ru, s řadou různých ligandů. Rhodnaté katalyzátory snižují počet vzniklých produktů, jelikož vytvářejí převážně kinetické cykloheptatrienylové estery. Elektrofilita karbenů vzniklých při katalýze rhodiem vede k převaze reakcí na nukleofilnějších vazbách π aromatických kruhů.
Všeobecně přijímaný katalytický cyklus tvorby karbenů byl navržen v roce 1952. V tomto cyklu se nejprve diazosloučenina oxidačně aduje na komplex kov-ligand. Posléze se oddělí dusík a vzniká karben, který reaguje s aromatickou sloučeninou bohatou na elektrony, čímž se redukcí obnovuje katalyzátor.

### Druhý krok
Druhý krok Buchnerovy reakce spočívá v pericyklickém soustředěném rozšíření kruhu. Podle Woodwardových–Hoffmannových pravidel je elektrocyklické otevírání derivátů norkaradienu šestielektronová disrotační (π 4s + σ 2s), tepelně dovolená reakce.
Rovnováha mezi norkaradienem a cykloheptatrienem byla podrobně zkoumána; závisí na sterickém stínění a elektronových a konformačních vlivech. V důsledku vysokého konformačního napětí cyklopropanového kruhu norkaradienu je rovnováha posunuta ve směru k cykloheptatrienu, k norkaradienu ji lze posunout destabilizací cykloheptatrienu skupinami se silným sterickým stíněním, jako je t-butyl, na C1 a C6.
Rovnováhu ovlivňují také substituenty na C7; skupiny dodávající elektrony ji posouvají k norkaradienu, skupiny odtahující elektrony k cykloheptatrienu.
Tautomerizaci mezi norkaradienem a cykloheptatrienem lze vysvětlit Walshovými molekulovými orbitaly cyklopropanové skupiny na norkaradienovém kruhu. Molekulové orbitaly skupin odtahujících elektrony na C7 se překrývají s HOMO Walshovými orbitaly cyklopropanového kruhu, což vede ke zkrácení vazby C1-C6. U skupin dodávajících elektrony probíhá překryv u LUMO, čímž se posiluje protivazebná povaha, která destabilizuje norkaradien.

## Využití

### V lékařství
V roce 1981 použili při zkoumání adicí karbenů na thiofeny Stephen Matlin a Lam Chan Buchnerovo rozšiřování kruhů k přípravě spiroderivátů penicilinu.
V roce 1998 L. N. Mander et al. připravili diterpenoidový tropon harringtonolid, mající antivirotické vlastnosti, vnitromolekulární Buchnerovou reakcí, kde byly ke tvorbě karbenu použity rhodiový katalyzátor (Rh2(mandelát)4) a 1,8-diazabicyklo(5.4.0)undec-7-en (DBU).
Vnitromolekulární tvorba karbenoidů v rámci Buchnerova rozšiřování byla také využita na přípravu substituovaných azulenů, jako je lék proti vředům egualen (KT1-32); katalyzátorem byl (Rh2(OCOt-Bu)4) rozpuštěný v diethyletheru.

### Materiálové vědy
Buchnerovo rozšiřování kruhů nachází využití ve výrobě výchozích materiálů pro materiálové vědy, například ve fotovoltaických článcích. Vývoj donor-akceptorových rozhraní obsahujících vodivé polymery jako donory a deriváty buckminsterfullerenu jako akceptory vytváří fázově oddělené kompozitní materiály zvyšující fotokonduktivitu fotoindukovaných přenosů náboje ve fotovoltaických článcích.
Na fullereny lze navázat různé funkční skupiny, čímž se zlepší jejich mísitelnost s C60 a tím je možné zlepšit účinnost článků.

## Omezení
Nevýhodami této reakce jsou vedlejší reakce karbenů. Pro reakci je nutné zvolit vhodné rozpouštědlo; například při použití dichlormethanu se objevují inserční reakce na vazbách uhlík-vodík a uhlík-halogen.
Během navazování karbenu je třeba řídit regioselektivitu reakce, aby se zamezilo tvorbě vedlejších produktů z konjugovaných izomerů cykloheptatrienu. Rhodnatými katalyzátory tvorby karbenů a provedením reakce za pokojové teploty lze dosáhnout regioselektivity ve prospěch kinetického nekonjugovaného cykloheptatrienu.